# Medieval Chronicle Society
Medieval Chronicle Society – międzynarodowe i interdyscyplinarne stowarzyszenie, mające na celu ułatwienie współpracy badaczy zainteresowanych średniowiecznymi rocznikami i kronikami oraz ogólniej średniowiecznym dziejopisarstwem.

## Cele i historia
Roczniki i kroniki to dwa zasadnicze gatunki pisarstwa historycznego w średniowieczu, przez co zawsze skupiały na sobie uwagę historyków. Dopiero jednak w drugiej połowie 20 w. w pełni uświadomiono sobie wagę tych gatunków dla badania literatury średniowiecznej albo językoznawstwa historycznego. Ponieważ część kronik średniowiecznych zachowała się w iluminowanych rękopisach, te ostatnie stają się często przedmiotem badań historyków sztuki. Stowarzyszenie ma w zamyśle stworzyć wspólne forum, łączące powyższe oraz inne dyscypliny.

## CzasopismoThe Medieval Chronicle
Tomy materiałów z trzech pierwszych konferencji opublikowane zostały w wydawnictwie Rodopi. Wraz z zawiązaniem stowarzyszenia ta ukazująca się co trzy lata seria przekształcona została w recenzowany rocznik naukowy The Medieval Chronicle.

## Konferencje
Dotychczasowe konferencje:
1. 1996 Utrecht (Driebergen)
2. 1999 Utrecht (Driebergen)[5]
3. 2002 Utrecht (Doorn)
4. 2005 Reading
5. 2008 Belfast
6. 2011 Pecz[6]
7. 2014 Liverpool
8. 2017 Lizbona
9. 2020 (planowana) Poznań

## Projekty
Do projektów interdyscyplinarnych inspirowanych przez stowarzyszenie zalicza się Repertorium Chronicarum, internetowa baza rękopisów kronik łacińskich, prowadzona przez Dana Embree na stronach Mississippi State University.
Dużym przedsięwzięciem stowarzyszenia jest Encyclopedia of the Medieval Chronicle wydana przez wydawnictwo Brill w Lejdzie. Wersja elektroniczna z dodatkowymi artykułami ukazała się w 2012 roku; kolejne uaktualnienie pojawiło się w 2016.